# Stam1na
Stam1na («Стойкость») — метал-группа из Леми, Южная Карелия, Финляндия. Их стиль можно определить как прогрессивный метал с элементами треш-, дет- и альтернативного метала. Тексты — на финском языке.

## История
Группа образована летом 1996 года. В её состав вошли: Антти «Hyrde» Хююрюнен (вокал и гитара), Пекка «Pexi» Олкконен (гитара), Теппо «Kake» Велин (ударные), Кай-Пекка «Kaikka» Кангасмяки (бас-гитара). Вскоре в группу пришёл новый ударник Теппо Велин, а Хююрюнен стал вторым гитаристом. В 1997—2004 годах музыканты записали восемь демо, а осенью 2004 года подписали контракт с лейблом Sakara Records, основанным участниками группы Mokoma. 26 января 2005 был выпущен сингл Kadonneet kolme sanaa («Три потерянных слова»). Дебютный альбом Stam1na вышел 2 марта 2005 года и занял 13-е место в финских чартах.
Второй альбом, Uudet kymmenen käskyä («Новые десять заповедей») вышел 10 мая 2006 года. Альбом занял третье место в чартах и удерживал его в течение 14 недель. Выпущенный 27 сентября сингл Likainen parketti («грязный паркет») занял первое место в списке. В ноябре 2006 Stam1na совместно с группами Mokoma и Rytmihäiriö отправляются в концертный тур «Sakara Tour 2006», который вышел на DVD в мае 2007. 10 марта 2007 альбом Uudet kymmenen käskyä награждён премией Emma-gaala как метал-альбом 2006 года. В связи с этим Мийтри Аалтонен, продюсировавший альбом, стал продюсером года.
Летом 2009 года к группе присоединился клавишник Эмиль Лахтеенмяки, участвовавшие в записи альбома Uudet kymmenen käskyä в качестве сессионного музыканта (7 августа 2009 он официально получил статус постоянного члена группы). В октябре 2007 Stam1na даёт концерты в Германии и Странах Балтии вместе с группами Apocalyptica и Sturm und Drang. Незадолго до этого немецкий лейбл ZYX Music выпускает первые два альбома группы в Германии, Австрии, Швейцарии и странах Бенелюкса. В декабре муниципалитет Леми вручил участникам коллектива премию за вклад в развитие молодёжной культуры.
13 февраля 2008 года был выпущен третий альбом, Raja («Граница»), ставший «альбомом года» в 2008, а 10 февраля 2010 — четвёртый, Viimeinen Atlantis («Последняя Атлантида»).
В работе группы в разное время принимали участие многие известные рок-музыканты Финляндии, в том числе Йоуни Хюнюнен (Kotiteollisuus), Марко Аннала (Mokoma) и Каарле Виикате (Viikate).

## Состав
- Антти «Hyrde» Хююрюнен
вокал, гитара (1996-)
- Кай-Пекка ”Kaikka” Кангасмяки
бас-гитара (2005-)
- Пекка ”Pexi” Олкконен
соло-гитара (1996–)
- Теппо ”Kake” Велин
барабаны, перкуссия (1996–)
- Эмиль «Hippi» Ляхтеенмяки
клавишные (2009-)

## Дискография

### Альбомы
- Stam1na (2005)
- Uudet kymmenen käskyä (2006)
- Raja (2008) — Альбом года Finnish Metal Expo
- Viimeinen Atlantis (2010) — Альбом года Finnish Metal Expo
- Nocebo (2012)
- SLK (2014)
- Elokuutio (2016)
- Taival (2018)
- Novus Ordo Mundi (2021)

### Синглы
- Kadonneet kolme sanaa (Three Lost Words) (2005)
- Paha arkkitehti (An Evil Architech) (2005)
- Edessäni (In Front of Me) (2006)
- Likainen parketti (Dirty Floor) (2006)
- Valtiaan uudet vaateet (2012)
- Puolikas ihminen (2012)
- Panzerfaust (2014)
- Dynamo (2014)
- Vapaa on sana (2014)
- Kuudet raamit (2016)
- Verisateenkaari (2016)
- Elämänlanka (2018)
- Enkelinmurskain (2018)
- Gaian lapsi (2018)
- Sirkkeli (2021)
- Betelgeuse (2021)

### Клипы
- Erilaisen rakkauden todistaja (Witness of a Different Love) (2003)
- Kadonneet kolme sanaa (Three Lost Words) (2005)
- Ristiriita (Conflict) (2005)
- Paha arkkitehti (An Evil Architech) (2005)
- Edessäni (In Front of Me) (2006)
- Likainen parketti (Dirty Floor) (2006)
- Lääke (Medicine) (2008)
- Muistipalapelit (Memorypuzzles) (2008)
- Pakkolasku (Emergency landing) (2010)
- Valtiaan Uudet Vaateet (2012)
- Puolikas ihminen (2012)
- Panzerfaust (2014)
- Kuoliaaksi ruoskitut hevoset (2014)
- Vapaa on sana (2012)
- Kuudet raamit (2016)
- Elokuutio (2016)
- Enkelinmurskain (2018)
- Kannoin sinut läpi hiljaisen huoneen (2020)
- Sirkkeli (2021)
- Memento Mori (ateistin kiitos) (2021)

### DVD
- Sakara Tour 2006 (2007)
- K13V (2009)

## Награды
- Finnish Metal Awards 2005
  - Певец года: Антти Хююрюнен
  - Новичок года: Stam1na
- Emma-gaala 2007
  - Метал-альбом года: Uudet kymmenen käskyä
- Золотой диск: альбом Uudet kymmenen käskyä (2008)
- Finnish Metal Awards 2008
  - Альбом года: Raja
  - Группа года: Stam1na
  - Обложка года: Raja
  - Певец года: Антти Хююрюнен
- Золотой диск: альбом Raja (2010)
- Золотой диск: альбом Viimeinen Atlantis (2010)